# Fusang

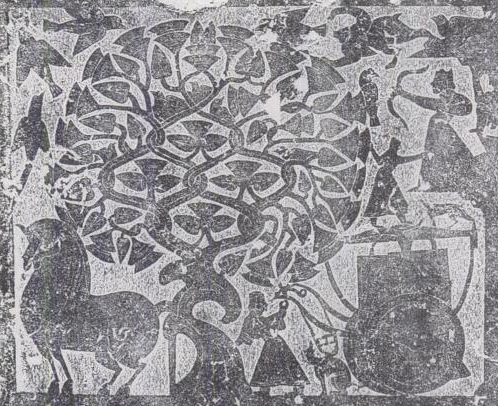
Fusang-Baum in einer Darstellung einer Abreibung der Reliefs an den Wu Liang Shrines, 2. Jh.

Fusang (chinesisch 扶桑, Pinyin Fú Sāng) ist ein mythologischer Begriff in der antiken Chinesischen Literatur. Er bezeichnet verschiedene Orte, und teilweise auch (Lebens-)Bäume. Oft beschreibt er ein geheimnisvolles Land im Osten.
Im Shanhaijing und mehreren zeitgenössischen Texten, bezieht sich der Begriff auf einen mythologischen Baum des Lebens, abwechselnd identifiziert mit dem Maulbeer- oder Hibiskusbaum. Sein Standort wird gewöhnlich weit im Osten von China sowie teilweise in variierenden konkreten Gebieten östlich von China verortet.

## Mythologie
Ein Land mit dem Namen Fusang wurde von dem buddhistischen Missionar Hui Shen (chinesisch 慧深, Pinyin Huì Shēn) erstmals 499 n. Chr. beschrieben. Er gibt an, dass es ein Ort „20.000 Chinese li östlich von Da-han“ sei und damit östlich von China. Joseph Needham setzt Da-han mit einer Region gleich, die heute als Burjatien in Sibirien bezeichnet wird. Hui Shen fuhr mit dem Schiff nach Fusang und bei seiner Rückkehr berichtete er dem Chinesischen Kaiser. Seine Beschreibungen sind im Liang Shu, einem Text aus dem 7. Jahrhundert von Yao Silian niedergeschrieben. Darin wird eine bronzezeitliche Zivilisation beschrieben. Das Fusang aus dieser Beschreibung wurde verschiedentlich verortet, unter anderem als Beschreibung von Amerika, Sachalin, der Kamtschatka-Halbinsel oder der Kurilen. Die Amerika-Hypothese wurde im späten 19. und frühen 20. Jahrhundert heiß diskutiert, nachdem Schriften von Joseph de Guignes aus dem 18. Jahrhundert neu herausgegeben und von Charles Godfrey Leland 1875 verbreitet wurden. Sinologen wie Emil Bretschneider, Berthold Laufer und Henri Cordier lehnten die Hypothese jedoch ab und bis zum Ersten Weltkrieg waren die Diskussionen darum beigelegt.
Spätere chinesische Schriften benutzen den Namen „Fusang“ für andere, weit weniger definierte Orte.

## Mythologische Darstellung
Ein früher Bericht erzählt, dass der Kaiser Qin Shihuangdi 219 v. Chr. eine Expedition von 3.000 Verurteilten entsandte zu einem Ort weit im Osten, hinter dem Ozean. Dieser Ort wurde Fusang genannte und die Verurteilten sollten Opfer für einen Vulkangott sein, der ein Lebenselixier in seinem Besitz hatte. Es gab tatsächlich wohl zwei Expeditionen unter Xu Fu, dem Hofzauberer, auf der Suche nach dem Elixir des ewigen Lebens. Die erste Expedition kehrte um 210 v. Chr. zurück und Xu Fu behauptete, ein gigantisches Seemonster hätte den Zugang versperrt. Auf die zweite Expedition wurden zahlreiche Bogenschützen mitgesandt, um das Monster zu erlegen, aber niemand hörte mehr von der Mannschaft. Jedoch, „...Anmerkungen in dem Buch der Geschichte deuten an, dass der Expeditionsleiter Xu Fu schon lange nach China zurückgekehrt sei und irgendwo bei Langya herumlungerte und das beeindruckende Budget verlebte.“

## Interpretationen der Darstellung von Hui Shen

### Ost-Japan
Eine mögliche Zuordnung für Fusang ist Japan. Hui Shens Bericht unterscheidet jedoch Fusang vom antiken japanischen Königreich Wo, welches vermutlich in den Regionen Kinki, Kyūshū, oder den Ryūkyū-Inseln verortet war.
In der chinesischen Mythologie bezeichnet Fusang einen göttlichen Baum und eine Insel im Osten, dort, wo die Sonne aufgeht. Ein vergleichbarer Baum, der „Ruomu“ (若木) existiert im Westen und es hieß, jeden Morgen ginge die Sonne vom Fusang auf und fiel Abends in den Ruomu. Chinesische Legenden erzählen zehn Vögel (typischerweise Raben) lebten in dem Baum und während neun ruhen, würde der zehnte die Sonne auf ihrer Reise tragen. Diese Legende enthält Anklänge an das chinesische Märchen vom Bogenschützen Houyi, der die Welt rettete, indem er neun der zehn Sonnen vom Himmel schoss, als eines Tages alle zehn in den Himmel stiegen. Einige Gelehrte haben auch die Bronze-Bäume aus der archäologischen Stätte Sanxingdui mit den Fusang-Bäumen in Verbindung gebracht.
In der chinesischen Dichtung bezeichnete Fusang später direkt „Japan“ zumal das japanische Nihon (日本) wörtlich „Wurzel [= Quelle, Geburtsort, Ursprung] der Sonne“ bedeutet (Chinesisch Riben). Einige Dichter Tang-Dynastie glaubten Fusang „liege zwischen dem Festland und Japan“. Wang Wei (王维) schrieb 753 ein Abschiedsgedicht als Abe no Nakamaro (Chin.: Zhao Heng 晁衡) nach Japan zurückkehrte, in dem er schrieb: „The trees of your home are beyond Fu-sang.“
Fusang wird im Japanischen „Fuso“ (ふそう　扶桑, vom klassischen Fusau ふさう) ausgesprochen und ist einer der antiken Namen von Japan. Mehrere Kriegsschiffe der Kaiserlichen Japanischen Marine wurden „Fusō“ benannt (beispielsweise die eisengepanzerte Schiff Fusō und das Schlachtschiff Fusō aus der Zeit der Weltkriege) und auch verschiedene Firmen (Mitsubishi Fuso Truck and Bus Corporation) tragen noch heute den Namen.
Gustaaf Schlegel verortete Fusang in Karafuto oder Sachalin. Joseph Needham ergänzte, dass „wenn Kamtschatka und die Kurilen ebenfalls in Betracht gezogen werden können, es keine bessere Möglichkeit der Identifizierung zum gegenwärtigen Tag gibt“.
In Japan selbst gab es eine alte Provinz Fusa-no kuni (Land von Fusa) im Osten von Honshū, heute das Gebiet der Präfektur Chiba und Teile des südwestlichen Ibaraki.

### Amerika

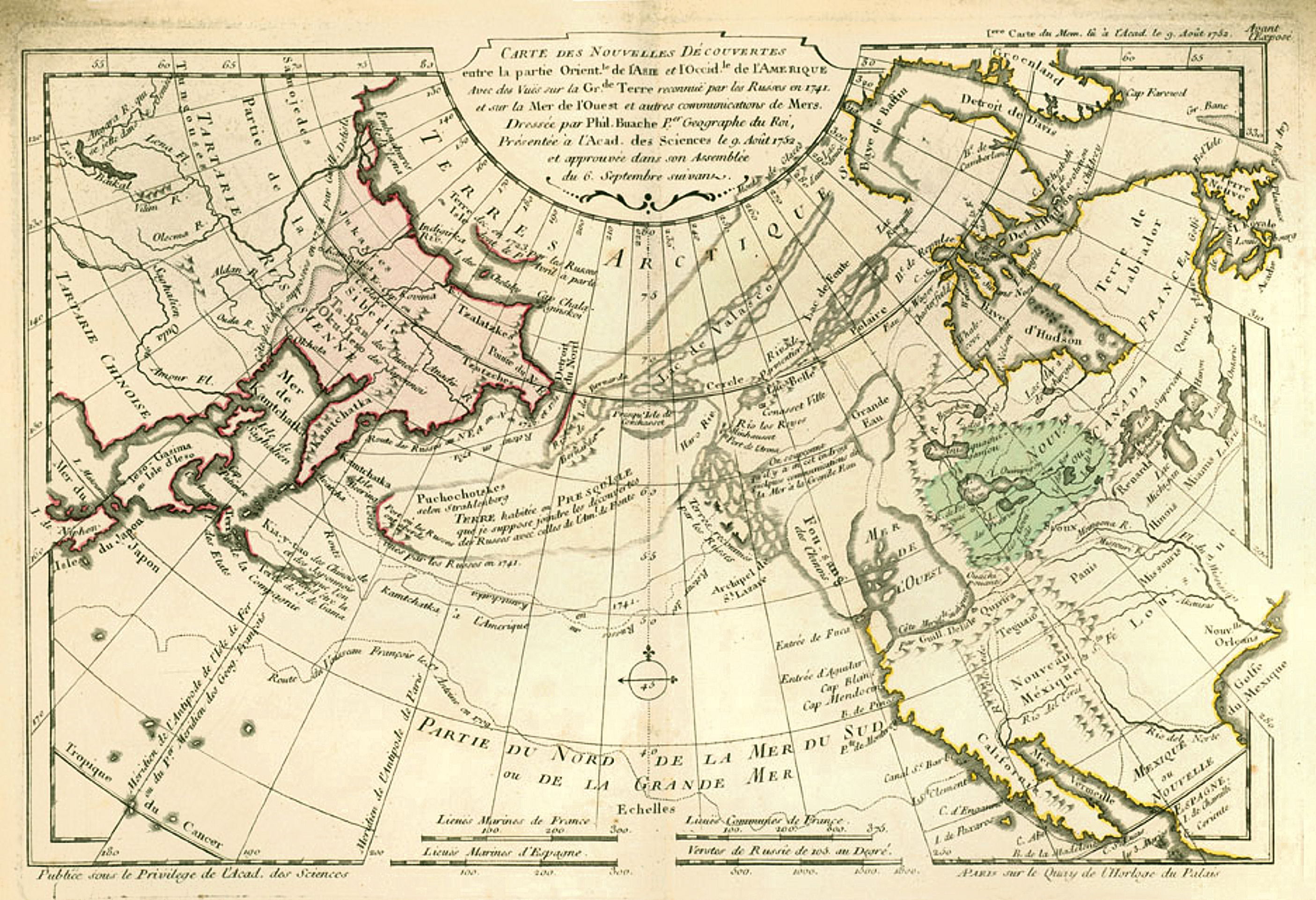
Karte des französischen Kartographen Philippe Buache (1753). Fusang („Fou-sang des Chinois“, 'Fusang der Chinesen') nördlich von Kalifornien, im Gebiet von British Columbia.

Einige Historiker wie Charles Godfrey Leland und Joseph de Guignes (Le Fou-Sang des Chinois est-il l'Amérique? Mémoires de l'Académie des Inscriptions et Belles Lettres, t. 28, Paris 1761) nehmen an, die Distanzen, welche von Hui Shen angegeben werden (20.000 Chin. Li), würden Fusang an die Westküste des Amerikanischen Kontinent verlegen, angenommen die Definition des li zur Zeit der Han-Dynastie. Einige europäische Karten des 18. Jahrhunderts verorten Fusang nördlich von Kalifornien, im Gebiet des heutigen British Columbia. Ein Ort in Amerika lässt sich allerdings nicht mit der Aussage in Deckung bringen, dass es Pferde gebe (die zu der Zeit in Nord- oder Südamerika nicht vorhanden waren) oder der Domestizierung und dem Melken von Hirschen.

## Beschreibungen von Fusang

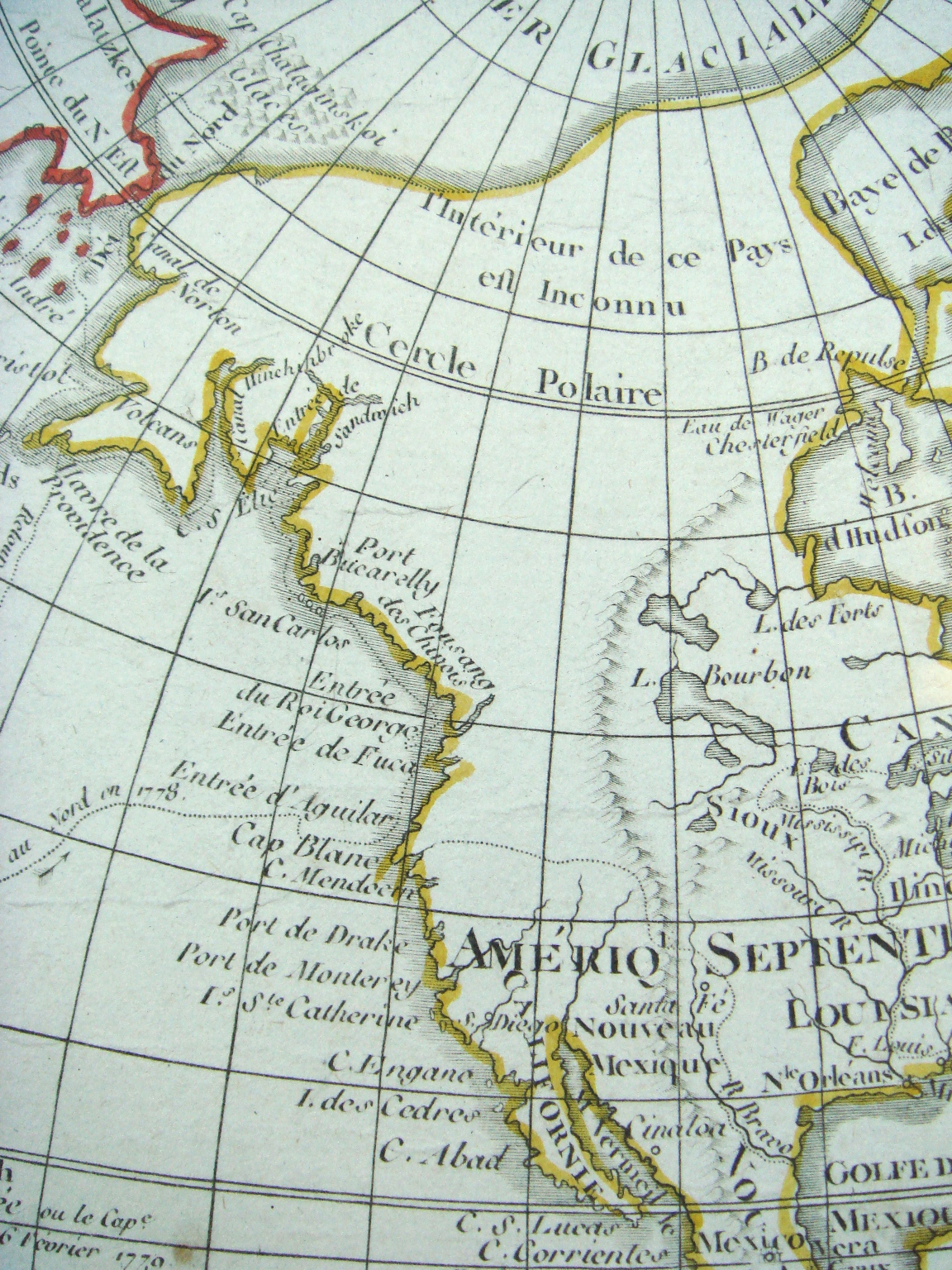
Erwähnung von Fusang (Fousang des Chinois) auf einer französischen Karte von 1792, im Gebiet des heutigen British Columbia.

Nach dem Bericht von Hui Shen bei seinem Besuch in China, in der Fassung des Liang Shu:

„Fusang ist 20.000 li im Osten des Landes Dàhàn (‚Groß-Han‘), und liegt im Osten von Zhong Guo (Königreich der Mitte = China).“
„In diesem Land gibt es viele Fusang-Pflanzen (Rote Maulbeere?) die ovale Blätter bilden, ähnlich wie die Paulownien und essbare lila-rote Früchte wie Birnen. Dort gab es reichlich Kupfer und Spuren von Gold und Silber, aber kein Eisen. Die eingeborenen Stämme in Fusang waren zivilisiert und lebten in gut organisierten Gemeinwesen. Sie stellten Papier aus der Rinde der Fusang-Pflanzen her zum Schreiben und stellten aus den Rindenfasern Kleidung her, die sie für Gewänder oder Füllstoffe verwendeten. Ihre Häuser oder Hütten wurden aus dem Holz des Roten Maulbeerbaums hergestellt. Früchte und junge Sprösslinge der Pflanzen wurden als Nahrung verwendet. Sie hielten auch Hirsche für Fleisch und Milch, genauso, wie die Chinesen Rinder zu Hause hielten, und stellten Käse aus der Hirschmilch her. Sie reisten auf Pferden und transportierten ihre Güter mit Karren oder Schleifen, die von Pferden, Büffeln oder Hirschen gezogen wurden.“
Über die Regierung des Landes:
„Ein Kaiser, oder ein Ober-Häuptling, mit Hilfe mehrerer Beamter, regierte das Land. Die Mehrheit der Menschen waren rechtschaffene Bürger. Das Land hatte keine Armee oder militärische Verteidigung außer zwei Gefängnissen, einem im Norden und einem im Süden des Landes. Diejenigen, die schwere Verbrechen begingen, wurden in den Norden gesandt und die anderen in den Süden des Landes für den Rest ihres Lebens. Diese Verurteilten konnten jedoch heiraten. Wenn sie heirateten und Kinder bekamen, wurden ihre Söhne Sklaven und ihre Töchter blieben Mägde.“
Über die Sitten:
„Die Eheschließung war relativ einfach. Wenn ein Junge ein Mädchen heiraten wollte, dann musste er eine Hütte neben dem Haus der Braut errichten und ein Jahr lang dort bleiben. Wenn das Mädchen ihn mochte, dann heirateten sie, ansonsten wurde er gefragt, wegzugehen. ... Wenn eine Person in der Gemeinschaft verstarb, wurde ihr Körper verbrannt. Die Trauerzeit variierte zwischen sieben Tagen für den Tod eines Elternteils bis zu fünf Tagen für einen Großeltere und drei Tagen für einen Bruder oder eine Schwester. Während ihrer Trauerperiode durften sie keine Nahrung zu sich nehmen, nur Wasser. Sie hatten keinen religiösen Kult.“

Das Liang Shu beschreibt auch die Konversion von Fusang zum Buddhismus durch fünf buddhistische Mönche aus Gandhara:

„In Früheren Zeiten, wußten die Menschen von Fusang nichts über den Buddhismus, aber im zweiten Jahr des Ming Kaisers ((劉)宋明帝) der Liu Song-Dynastie (485 n. Chr.), reisten fünf Mönche aus Kipin (der Region von Kabul in Gandhara) mit dem Schiff in dieses Land. Sie verbreiteten die buddhistische Lehre, verteilten Schriften und Zeichnungen, und ermahnten die Menschen, sich von weltlichen Bindungen zu lösen. Als Ergebnis veränderten sich die Sitten in Fusang.“